# Gorenja vas pri Šmarjeti
Gorenja vas pri Šmarjeti – wieś w Słowenii, w gminie Šmarješke Toplice. W 2018 roku liczyła 230 mieszkańców.